# IC 2415
IC 2415 је појединачна звијезда у сазвјежђу Рак која се налази на листи објеката дубоког неба у Индекс каталогу.
Деклинација објекта је + 18° 39' 8" а ректасцензија 8h 50m 2,0s.